# 過酸化カルシウム
過酸化カルシウム（かさんかカルシウム、英: Calcium peroxide）はカルシウムの過酸化物で、化学式CaO2で表される無機化合物。

## 性質
水酸化カルシウムと過酸化水素との反応により得られる。
{\displaystyle {\ce {{Ca(OH)2}+ H2O2 -> {CaO2}+ {2H2O}}}}
加水分解し、水酸化カルシウムと過酸化水素に戻る。
{\displaystyle {\ce {{CaO2}+ 2H2O -> {Ca(OH)2}+ H2O2}}}
酸化性があり、日本の消防法では第1類危険物（酸化性固体）となっている。

## 用途
様々な純度のものが製造され、農業をはじめ各種産業用に幅広く利用されている。農業用途では土壌へ酸素を供給して嫌気性微生物の活動を抑制したり、コメの種子の処理に使われる。養殖業では水質浄化に使用される。歯科用薬品としての用途もある。過酸化マグネシウムと同様に、土壌や地下水の炭化水素を分解したり嫌気性生物を抑えて環境を浄化する働きを持つ。食品用途では、E930の食品添加物として小麦粉の漂白や、パンの水分調整剤として使用している国がある。